# Pecilocin
A pecilocin (INN) a Paecilomyces varioti Bainier gombafajból előállított, a bőrgyógyászatban helyileg alkalmazott gombaellenes szer. Elsősorban a Trichophyton interdigitale(en), Trichophyton rubrum(en) és Cryptococcus neoformans(en), valamint a növényi kórokozó Colletotrichum lagenarium(en) és Gibberella fujikuroi(en) (gomba)fajok ellen hatásos.

## Fizikai és kémiai tulajdonságok
Színtelen, észterillatú olaj. Jól oldódik metanolban, etanolban, acetonban, etil-acetátban, benzolban, éterben, kloroformban, piridinben, dioxánban, ecetsavban és más szerves oldószerben. Kevéssé oldódik vízben és folyékony szénhidrogénekben (benzinben). Normál nyomáson 150 °C körül barnásra színeződve bomlik, így sem forráspontja, sem pontos bomlási hőmérséklete nincs.
Enyhén savas közegben (4–7 pH között) stabil. Lúgos közegben szobahőmérsékleten gyorsan elveszíti gombaellenes hatását. Szerves oldószerekben, kevés antioxidánssal (pl. hidrokinon, rezorcin, butil-hidroxi-anizol, butil-hidroxi-toluol) vagy kelátképzővel (pl. EDTA, 8-hidroxikinolin, 2,3-dimerkapto-propanol) stabil készítmény állítható elő.

## Készítmények
Nemzetközi forgalomban:
- Variotin

Magyarországon nincs forgalomban.